# Leichtathletik-Weltmeisterschaften 2009/1500 m der Männer

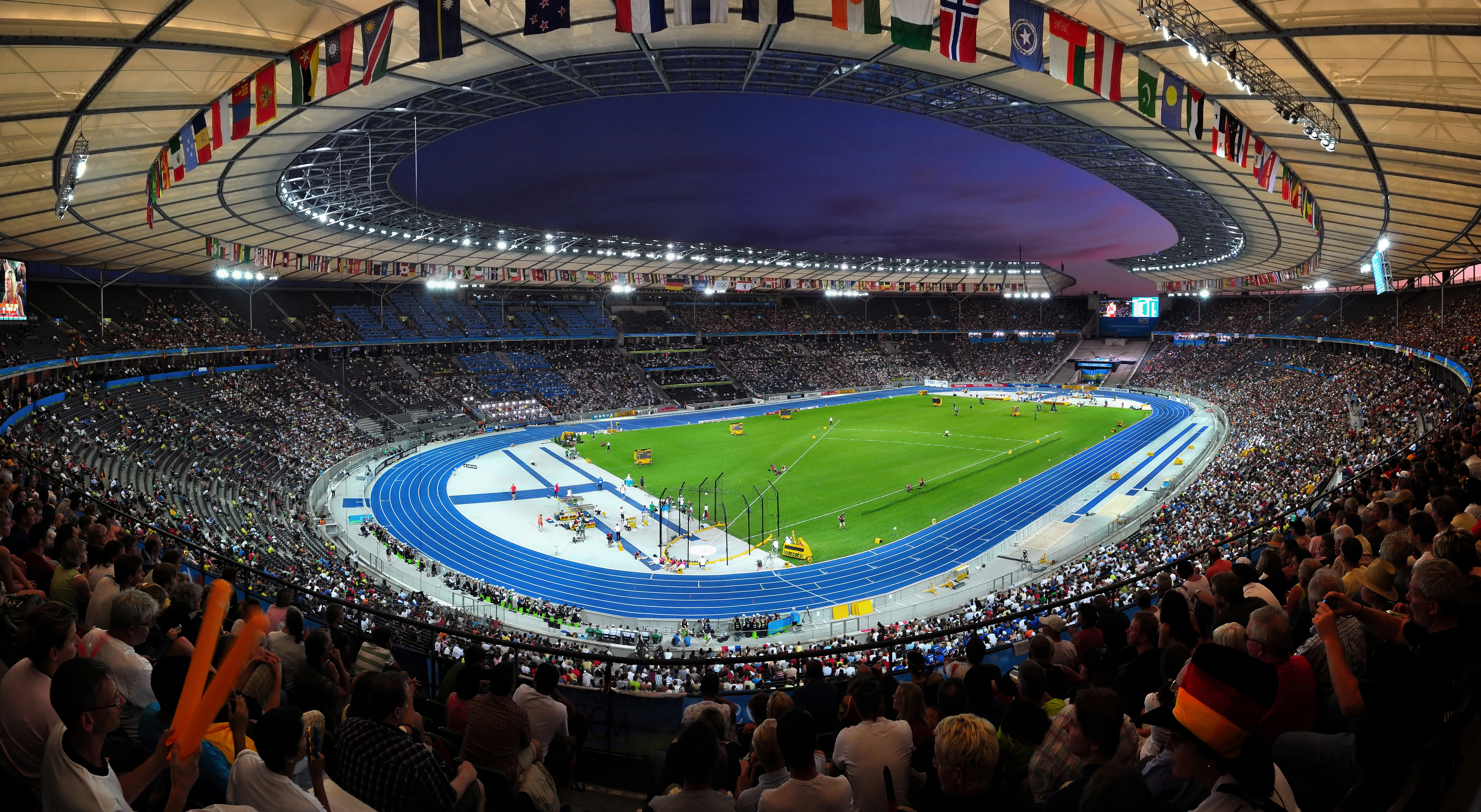
Das Berliner Olympiastadion während der Leichtathletik-Weltmeisterschaften

Der 1500-Meter-Lauf der Männer bei den Leichtathletik-Weltmeisterschaften 2009 wurde vom 15. bis 19. August 2009 im Olympiastadion der deutschen Hauptstadt Berlin ausgetragen.
Weltmeister wurde der für Bahrain startende Yusuf Saad Kamel, der bis 2003 kenianischer Staatsbürger war und den Namen Gregory Konchellah getragen hatte. Er errang vier Tage später über 800 Meter außerdem die Bronzemedaille und war der Sohn des zweifachen 800-Meter-Weltmeisters (1987/1991) und aktuellen Inhabers des WM-Rekords Wilson Kipketer.

Rang zwei belegte der Äthiopier Deresse Mekonnen.

Bronze gewann der US-amerikanische Doppelweltmeister von 2007 über 1500 und 5000 Meter Bernard Lagat, der außerdem – jeweils über 1500 Meter – 2000 Olympiadritter und 2004 Olympiazweiter war. Hier in Berlin gab es für ihn vier Tage später darüber hinaus Silber über 5000 Meter.
Die Rennen bei diesen Weltmeisterschaften wurden allesamt in mäßigem Tempo gelaufen, die Wettbewerber verließen sich auf ihren Spurt und so ging es am Ende in der Regel sehr eng und knapp zu.

## Bestehende Rekorde
| Weltrekord               | 3:26,00 min | Hicham El Guerrouj | Rom, Italien                | 14. Juli 1998   |
| Weltmeisterschaftsrekord | 3:27,65 min | Hicham El Guerrouj | WM 1999 in Sevilla, Spanien | 24. August 1999 |

Der bestehende WM-Rekord wurde bei diesen Weltmeisterschaften nicht eingestellt und nicht verbessert.
Durch mäßiges Tempo und auf den Spurt ausgerichtete Renngestaltung in allen Läufen kam der Weltmeisterschaftsrekord nie in Gefahr. Die schnellste Zeit wurde mit 3:35,93 min im Finale erzielt.

## Vorrunde
Die Vorrunde wurde in vier Läufen durchgeführt. Die ersten fünf Athleten pro Lauf – hellblau unterlegt – sowie die darüber hinaus vier zeitschnellsten Läufer – hellgrün unterlegt – qualifizierten sich für das Viertelfinale. Alle Läufer, die über die Zeit das Finale erreichten, befanden sich im letzten Vorlauf, der gleichzeitig der schnellste war.

### Vorlauf 1
15. August 2009, 18:15 Uhr
| Platz | Name                 | Nation        | Zeit (min) |
| ----- | -------------------- | ------------- | ---------- |
| 1     | Mehdi Baala          | Frankreich    | 3:42,77    |
| 2     | Leonel Manzano       | USA           | 3:42,87    |
| 3     | Abdelaati Iguider    | Marokko       | 3:42,88    |
| 4     | Jeffrey Riseley      | Australien    | 3:43,03    |
| 5     | Belal Mansoor Ali    | Bahrain       | 3:43,06    |
| 6     | Arturo Casado        | Spanien       | 3:43,21    |
| 7     | Mekonnen Gebremedhin | Äthiopien     | 3:43,22    |
| 8     | Christian Obrist     | Italien       | 3:43,41    |
| 9     | Hais Welday          | Eritrea       | 3:43,84    |
| 10    | Goran Nava           | Serbien       | 3:44,13    |
| 11    | Mohammed Shaween     | Saudi-Arabien | 3:49,03    |
| 12    | Chauncy Master       | Malawi        | 3:50,73    |
| 13    | Abdallahi Nanou      | Mauretanien   | 4:09,77    |
| DNF   | Boampouguini Djigban | Togo          |            |

Im ersten Vorlauf ausgeschiedene Läufer:

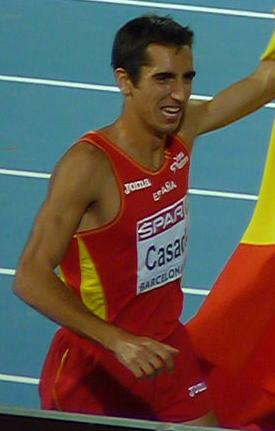
Arturo Casado Rang sechs in 3:43,21 min
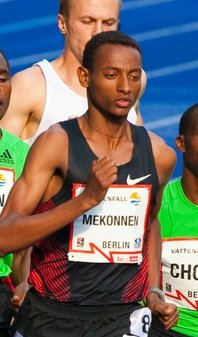
Mekonnen Gebremedhin Rang sieben in 3:43,22 min
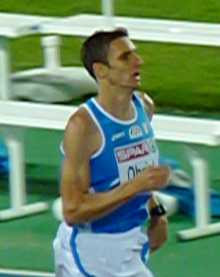
Christian Obrist Rang acht in 3:43,41 min
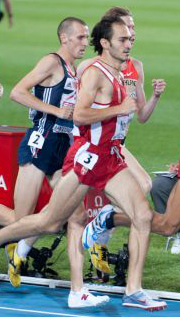
Goran Nava (rechts) Rang zehn in 3:44,13 min

### Vorlauf 2
15. August 2009, 18:22 Uhr
| Platz | Name                     | Nation           | Zeit (min) |
| ----- | ------------------------ | ---------------- | ---------- |
| 1     | Asbel Kiprop             | Kenia            | 3:41,42    |
| 2     | Bernard Lagat            | USA              | 3:41,60    |
| 3     | Juan Carlos Higuero      | Spanien          | 3:41,77    |
| 4     | Rui Silva                | Portugal         | 3:41,98    |
| 5     | Peter van der Westhuizen | Südafrika        | 3:42,33    |
| 6     | Antar Zerguelaïne        | Algerien         | 3:42,37    |
| 7     | Thomas Chamney           | Irland           | 3:42,54    |
| 8     | Thomas Lancashire        | Großbritannien   | 3:42,68    |
| 9     | Carsten Schlangen        | Deutschland      | 3:44,00    |
| 10    | Ryan Gregson             | Australien       | 3:44,79    |
| 11    | Abdalla Abdelgadir       | Sudan            | 3:47,78    |
| 12    | Bayron Piedra            | Ecuador          | 3:49,60    |
| 13    | Hem Bunting              | Kambodscha       | 4:08,64    |
| 14    | Benjamín Enzema          | Äquatorialguinea | 4:13,17    |

Im zweiten Vorlauf ausgeschiedene Läufer:

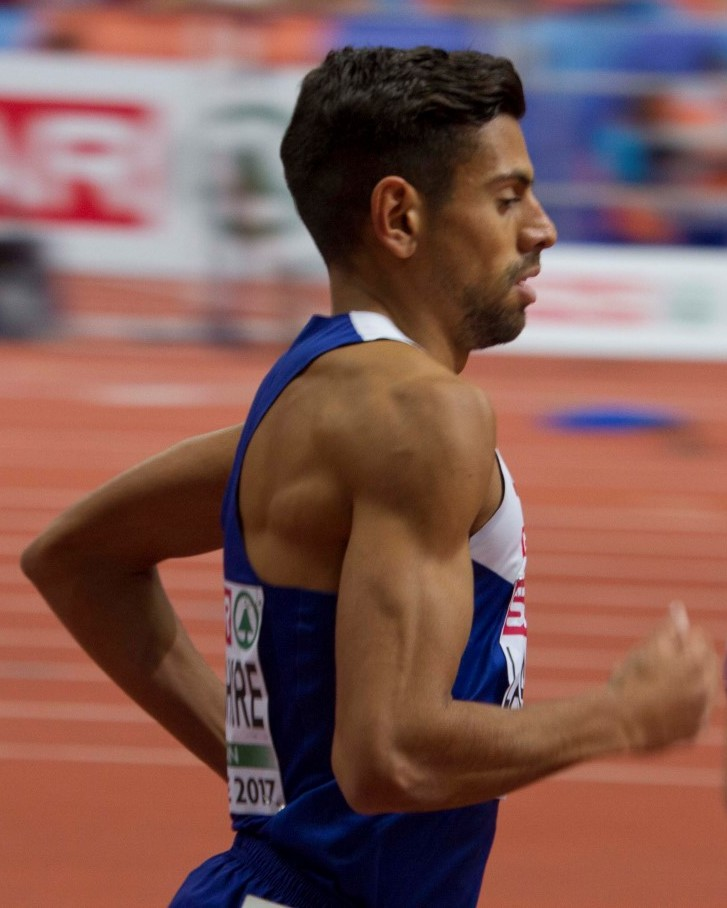
Thomas Lancashire Rang acht in 3:42,68 min
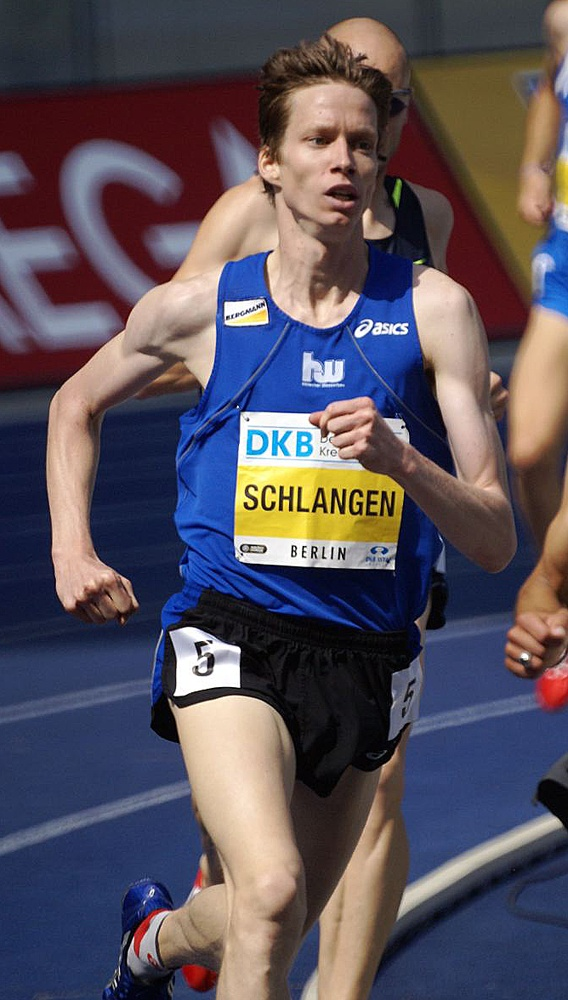
Carsten Schlangen Rang neun in 3:44,00 min
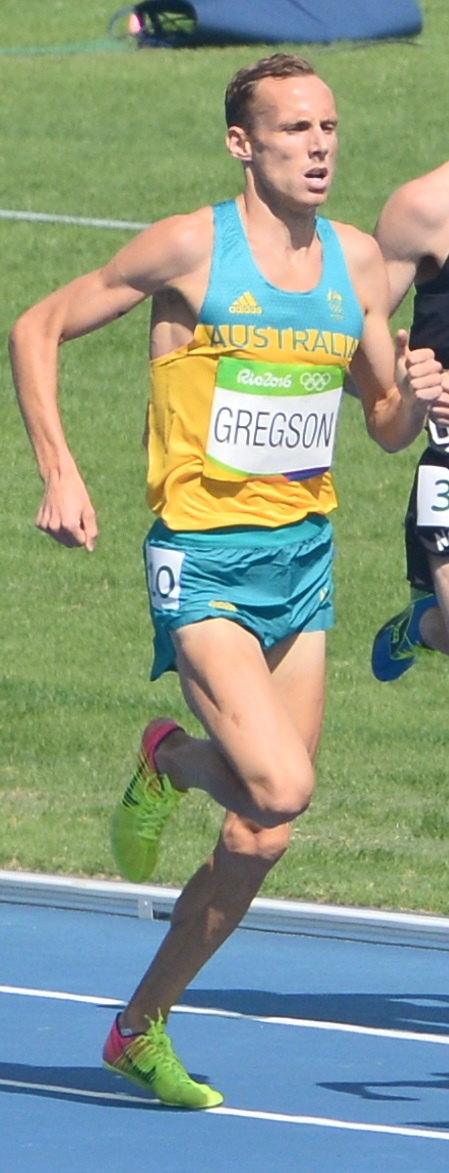
Ryan Gregson Rang zehn in 3:44,79 min
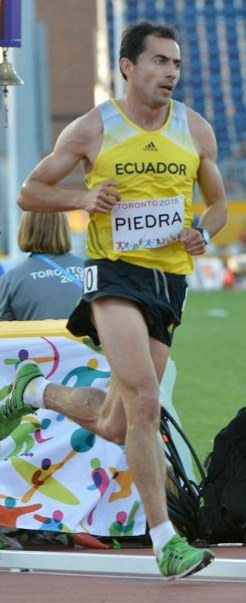
Bayron Piedra Rang zwölf in 3:49,60 min

### Vorlauf 3
15. August 2009, 18:29 Uhr
| Platz | Name                    | Nation         | Zeit (min) |
| ----- | ----------------------- | -------------- | ---------- |
| 1     | Augustine Kiprono Choge | Kenia          | 3:44,73    |
| 2     | Amine Laalou            | Marokko        | 3:44,75    |
| 3     | Lopez Lomong            | USA            | 3:44,89    |
| 4     | Andrew Baddeley         | Großbritannien | 3:45,23    |
| 5     | Henok Legesse           | Äthiopien      | 3:45,63    |
| 6     | Tarek Boukensa          | Algerien       | 3:45,65    |
| 7     | Kristof Van Malderen    | Belgien        | 3:46,03    |
| 8     | Yoann Kowal             | Frankreich     | 3:46,42    |
| 9     | Johan Cronje            | Südafrika      | 3:46,45    |
| 10    | Jeremy Roff             | Australien     | 3:47,08    |
| 11    | Mohamad al-Garni        | Katar          | 3:50,55    |
| 12    | Álvaro Vásquez          | Nicaragua      | 3:55,06    |
| 13    | Antoine Berlin          | Monaco         | 4:27,52    |

Im dritten Vorlauf ausgeschiedene Läufer:

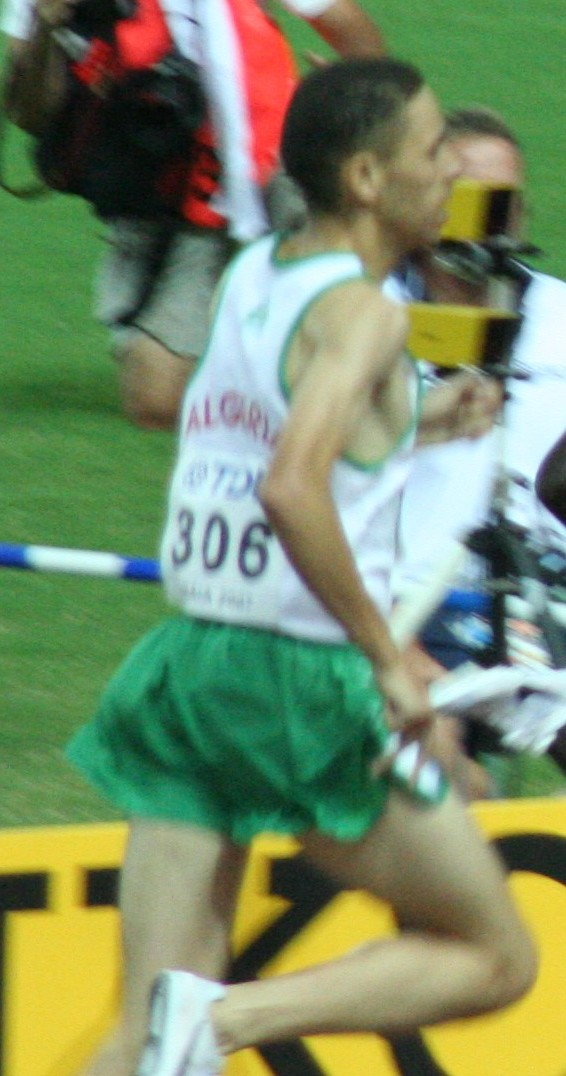
Tarek Boukensa Rang sechs in 3:45,65 min
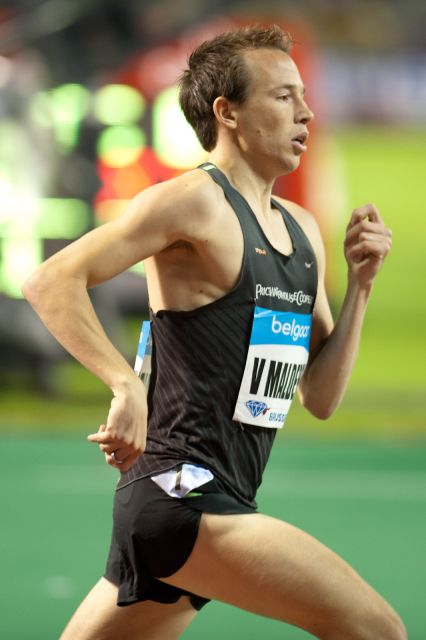
Kristof Van Malderen Rang sieben in 3:46,03 min
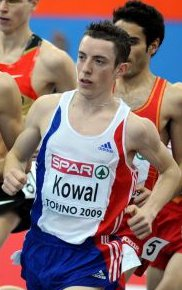
Yoann Kowal Rang acht in 3:46,42 min
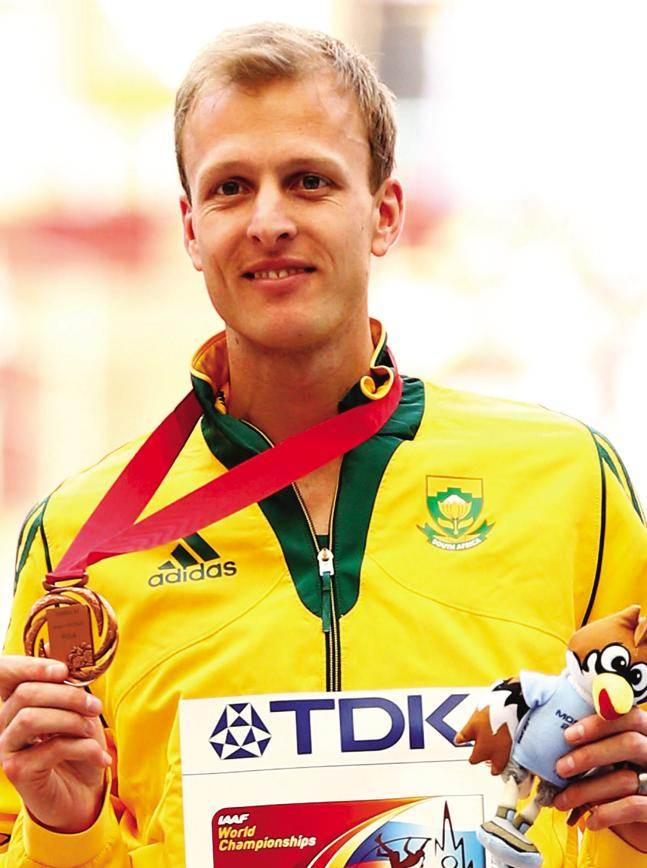
Johan Cronje Rang neun in 3:46,45 min
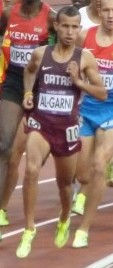
Mohamad Al-Garni Rang elf in 3:50,55 min

### Vorlauf 4

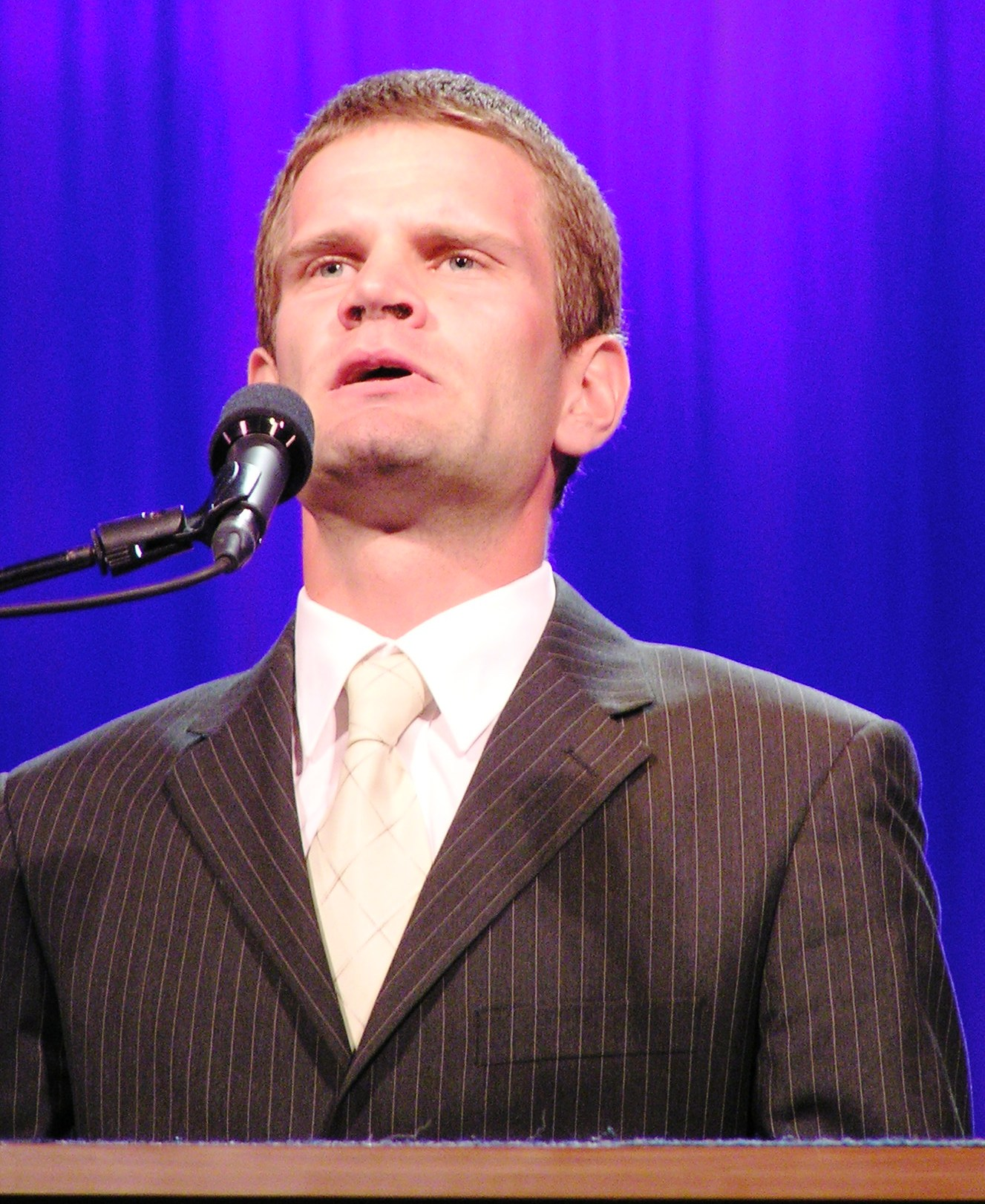
Tiidrek Nurme – ausgeschieden als Zwölfter in 3:43,73 min

15. August 2009, 18:36 Uhr
| Platz | Name              | Nation         | Zeit (min) |
| ----- | ----------------- | -------------- | ---------- |
| 1     | Deresse Mekonnen  | Äthiopien      | 3:37,04    |
| 2     | Haron Keitany     | Kenia          | 3:37,13    |
| 3     | James Brewer      | Großbritannien | 3:37,17    |
| 4     | Mohamed Moustaoui | Marokko        | 3:37,34    |
| 5     | Yusuf Saad Kamel  | Bahrain        | 3:37,59    |
| 6     | Reyes Estévez     | Spanien        | 3:38,23    |
| 7     | Nathan Brannen    | Kanada         | 3:38,35    |
| 8     | Dorian Ulrey      | USA            | 3:38,86    |
| 9     | Taoufik Makhloufi | Algerien       | 3:40,04    |
| 10    | Stefan Eberhardt  | Deutschland    | 3:40,05    |
| 11    | Mounir Yemmouni   | Frankreich     | 3:40,06    |
| 12    | Tiidrek Nurme     | Estland        | 3:43,73    |
| 13    | Víctor Martínez   | Andorra        | 4:02,10    |

## Halbfinale
In den beiden Halbfinalläufen qualifizierten sich die jeweils ersten fünf Athleten – hellblau unterlegt – sowie die darüber hinaus zwei zeitschnellsten Läufer – hellgrün unterlegt – für das Finale.

### Halbfinallauf 1
17. August 2009, 20:10 Uhr
| Platz | Name                     | Nation         | Zeit (min) |
| ----- | ------------------------ | -------------- | ---------- |
| 1     | Amine Laalou             | Marokko        | 3:36,68    |
| 2     | Lopez Lomong             | USA            | 3:36,75    |
| 3     | Bernard Lagat            | USA            | 3:36,86    |
| 4     | Yusuf Saad Kamel         | Bahrain        | 3:36,87    |
| 5     | Mehdi Baala              | Frankreich     | 3:37,07    |
| 6     | James Brewer             | Großbritannien | 3:37,27    |
| 7     | Juan Carlos Higuero      | Spanien        | 3:37,33    |
| 8     | Henok Legesse            | Äthiopien      | 3:37,79    |
| 9     | Nathan Brannen           | Kanada         | 3:38,97    |
| 10    | Peter van der Westhuizen | Südafrika      | 3:40,00    |
| 11    | Rui Silva                | Portugal       | 3:41,30    |
| DNS   | Haron Keitany            | Kenia          |            |

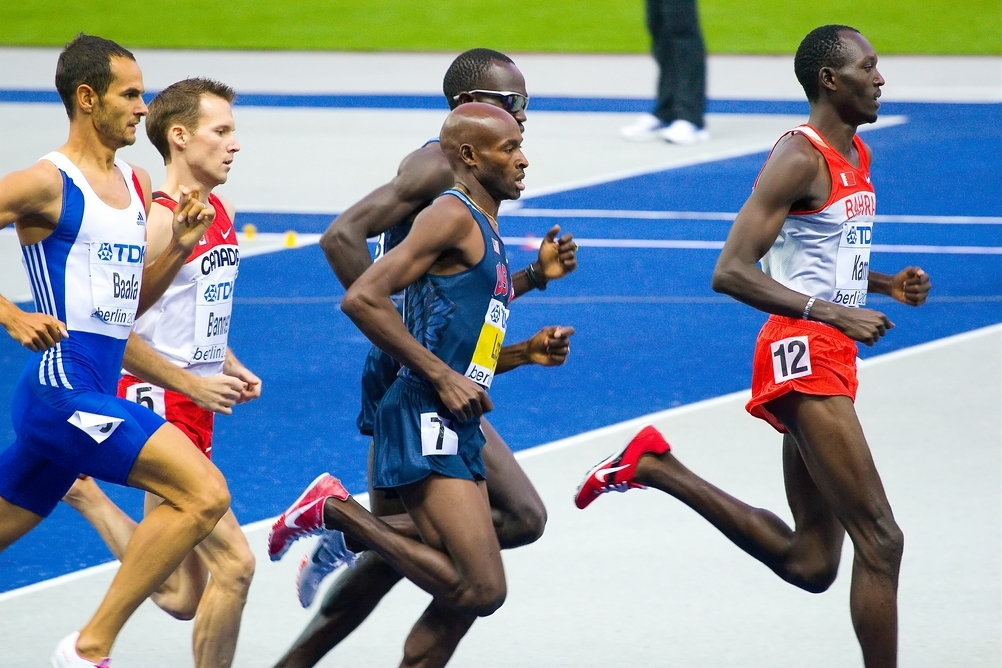
Erstes Halbfinale (v. l. n. r.): Mehdi Baala, Nathan Brannen, Lopez Lomong (innen), Bernard Lagat, Yusuf Saad Kamel

Im ersten Halbfinale ausgeschiedene Läufer:

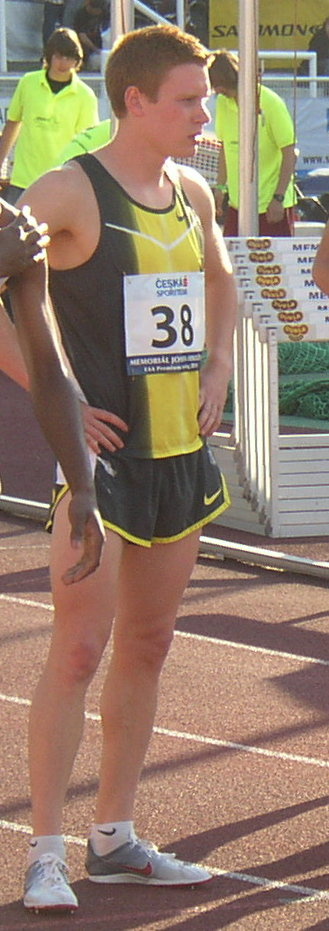
James Brewer Rang sechs in 3:37,27 min
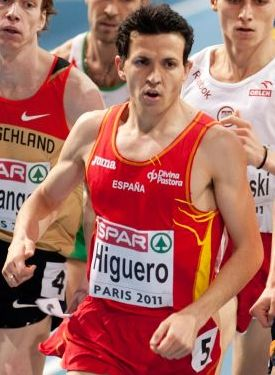
Juan Carlos Higuero Rang sieben in 3:37,33 min
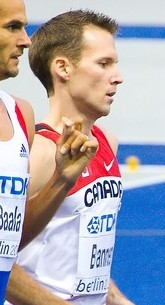
Nathan Brannen (rechts) Rang neun in 3:38,97 min
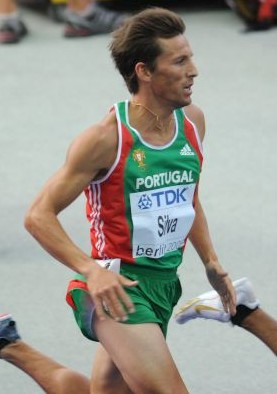
Rui Silva Rang elf in 3:41,30 min
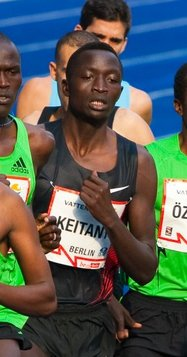
Haron Keitany – zum Halbfinale nicht angetreten

### Halbfinallauf 2
17. August 2009, 20:19 Uhr
| Platz | Name                    | Nation         | Zeit (min) |
| ----- | ----------------------- | -------------- | ---------- |
| 1     | Asbel Kiprop            | Kenia          | 3:36,24    |
| 2     | Leonel Manzano          | USA            | 3:36,29    |
| 3     | Augustine Kiprono Choge | Kenia          | 3:36,43    |
| 4     | Deresse Mekonnen        | Äthiopien      | 3:36,86    |
| 5     | Belal Mansoor Ali       | Bahrain        | 3:36,87    |
| 6     | Mohamed Moustaoui       | Marokko        | 3:36,94    |
| 7     | Abdelaati Iguider       | Marokko        | 3:37,19    |
| 8     | Reyes Estévez           | Spanien        | 3:37,55    |
| 9     | Taoufik Makhloufi       | Algerien       | 3:37,87    |
| 10    | Jeffrey Riseley         | Australien     | 3:38,00    |
| 11    | Andrew Baddeley         | Großbritannien | 3:38,23    |
| 12    | Dorian Ulrey            | USA            | 3:39,33    |

Im zweiten Halbfinale ausgeschiedene Läufer:

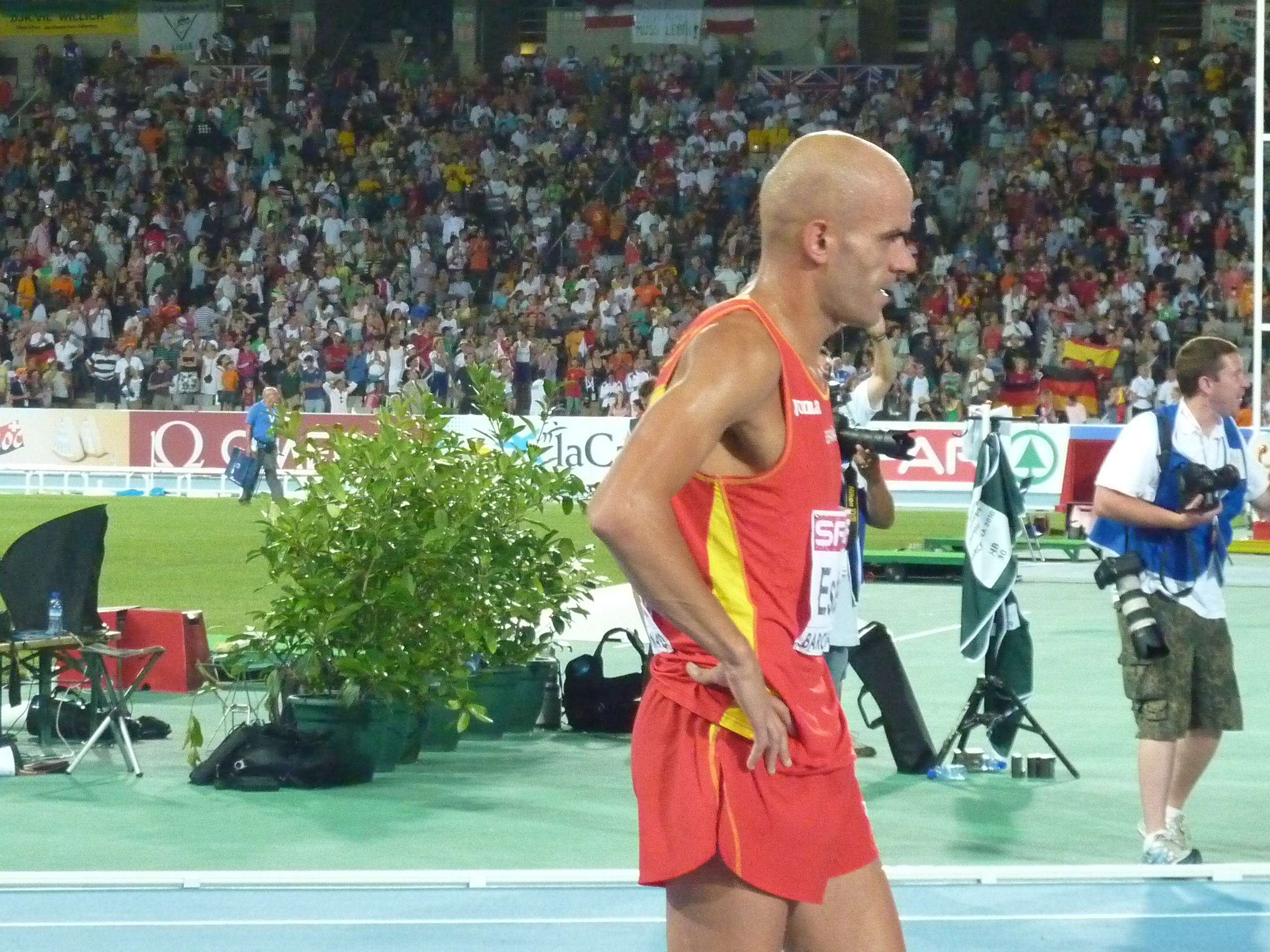
Reyes Estévez Rang acht in 3:37,55 min
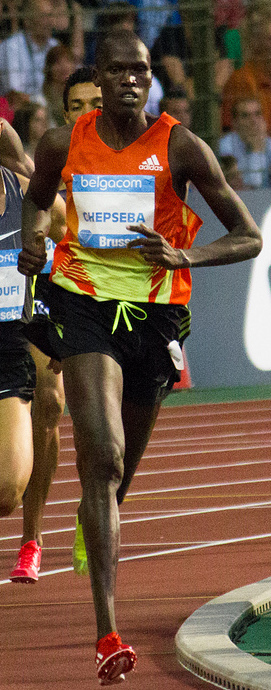
Taoufik Makhloufi Rang neun in 3:37,87 min
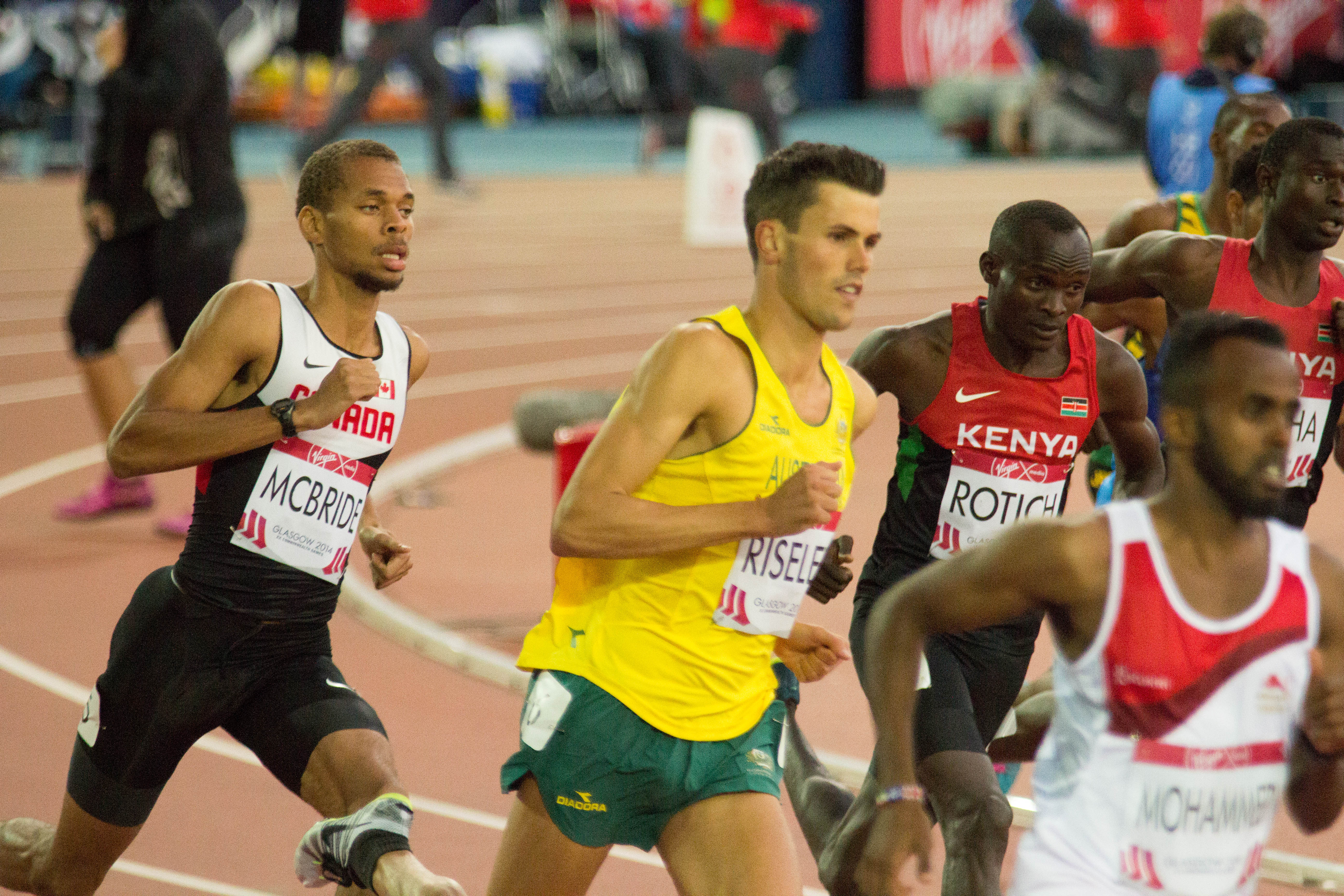
Jeffrey Riseley (gelbes Trikot) Rang zehn in 3:38,00 min
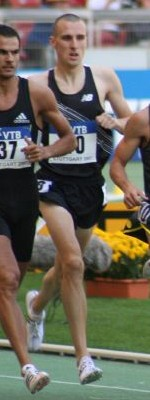
Andrew Baddeley (rechts) Rang elf in 3:38,23 min

## Finale

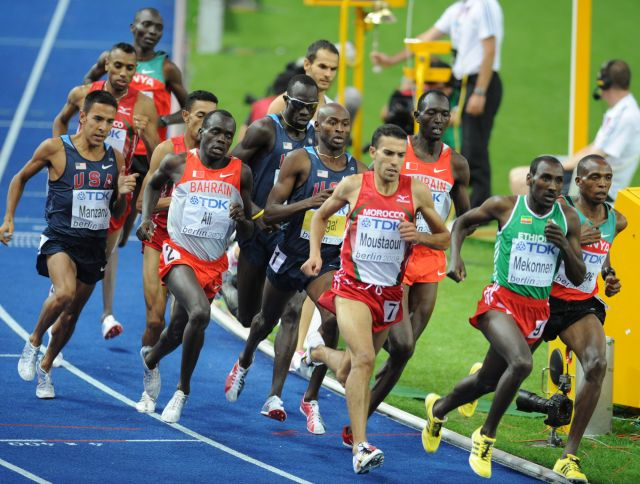
Ein dicht gedrängtes Feld im 1500-Meter-Finale

19. August 2009, 20:25 Uhr
Das Rennen nahm einen zunächst sehr mäßigen Tempoverlauf mit zwei 400-Meter-Abschnitten in 59,54 s und 60,64 s. Bis gut zweihundert Meter vor dem Ziel blieb das Feld zusammen, bevor die Entscheidung im Schlussspurt fiel. Deresse Mekonnen kam als Führender auf die Zielgerade, wurde jedoch noch von Yusuf Saad Kamel abgefangen. Dahinter konnte sich Bernard Lagat aus der Mitte des Feldes noch auf den dritten Rang vorschieben. Der aktuelle Olympiasieger Asbel Kiprop musste in der letzten Kurve den langen Weg über die dritte Bahn gehen, weil die Innenbahnen von anderen Läufern blockiert waren. So kam er nicht mehr rechtzeitig in die Position, um in den Kampf um die Medaillen entscheidend eingreifen zu können und gelangte als Vierter ins Ziel.
| Platz | Name                    | Nation     | Zeit (min) |
| ----- | ----------------------- | ---------- | ---------- |
| 1     | Yusuf Saad Kamel        | Bahrain    | 3:35,93    |
| 2     | Deresse Mekonnen        | Äthiopien  | 3:36,01    |
| 3     | Bernard Lagat           | USA        | 3:36,20    |
| 4     | Asbel Kiprop            | Kenia      | 3:36,47    |
| 5     | Augustine Kiprono Choge | Kenia      | 3:36,55    |
| 6     | Mohamed Moustaoui       | Marokko    | 3:36,57    |
| 7     | Mehdi Baala             | Frankreich | 3:36,99    |
| 8     | Lopez Lomong            | USA        | 3:37,62    |
| 9     | Belal Mansoor Ali       | Bahrain    | 3:37,72    |
| 10    | Amine Laalou            | Marokko    | 3:37,83    |
| 11    | Abdelaati Iguider       | Marokko    | 3:38,35    |
| 12    | Leonel Manzano          | USA        | 3:40,05    |

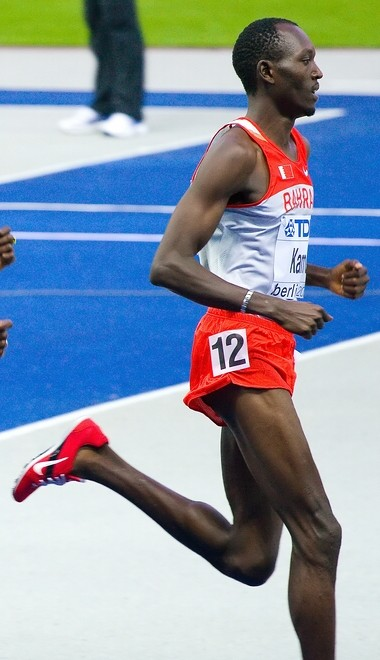
Weltmeister Yusuf Saad Kamel gewann vier Tage später über 800 Meter außerdem noch Bronze
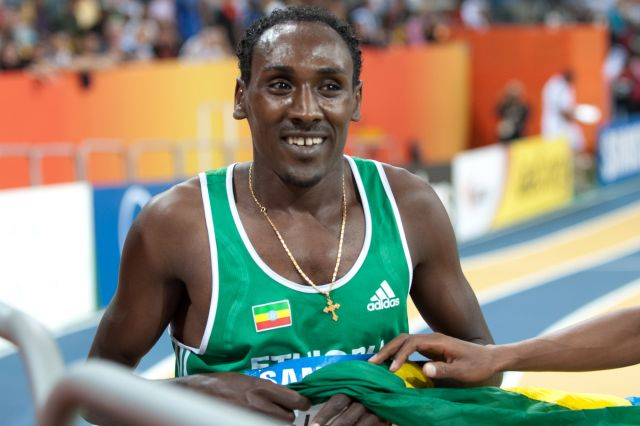
Vizeweltmeister Deresse Mekonnen
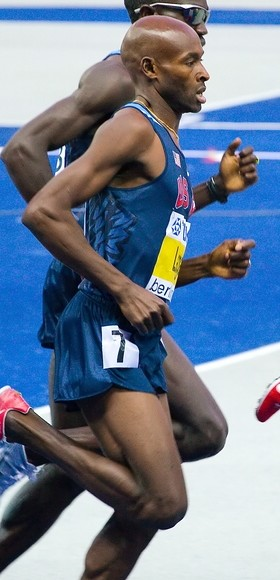
Bernard Lagat – der Doppelweltmeister von 2007 über 1500 und 5000 Meter wurde diesmal mit Bronze belohnt und gewann hier am Schlusstag außerdem Silber über 5000 Meter
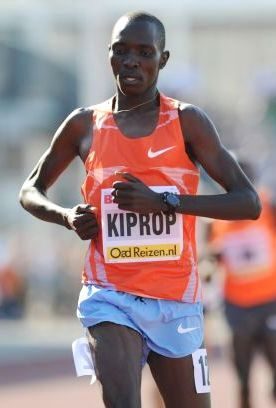
Der aktuelle Olympiasieger Asbel Kiprop belegte Rang vier
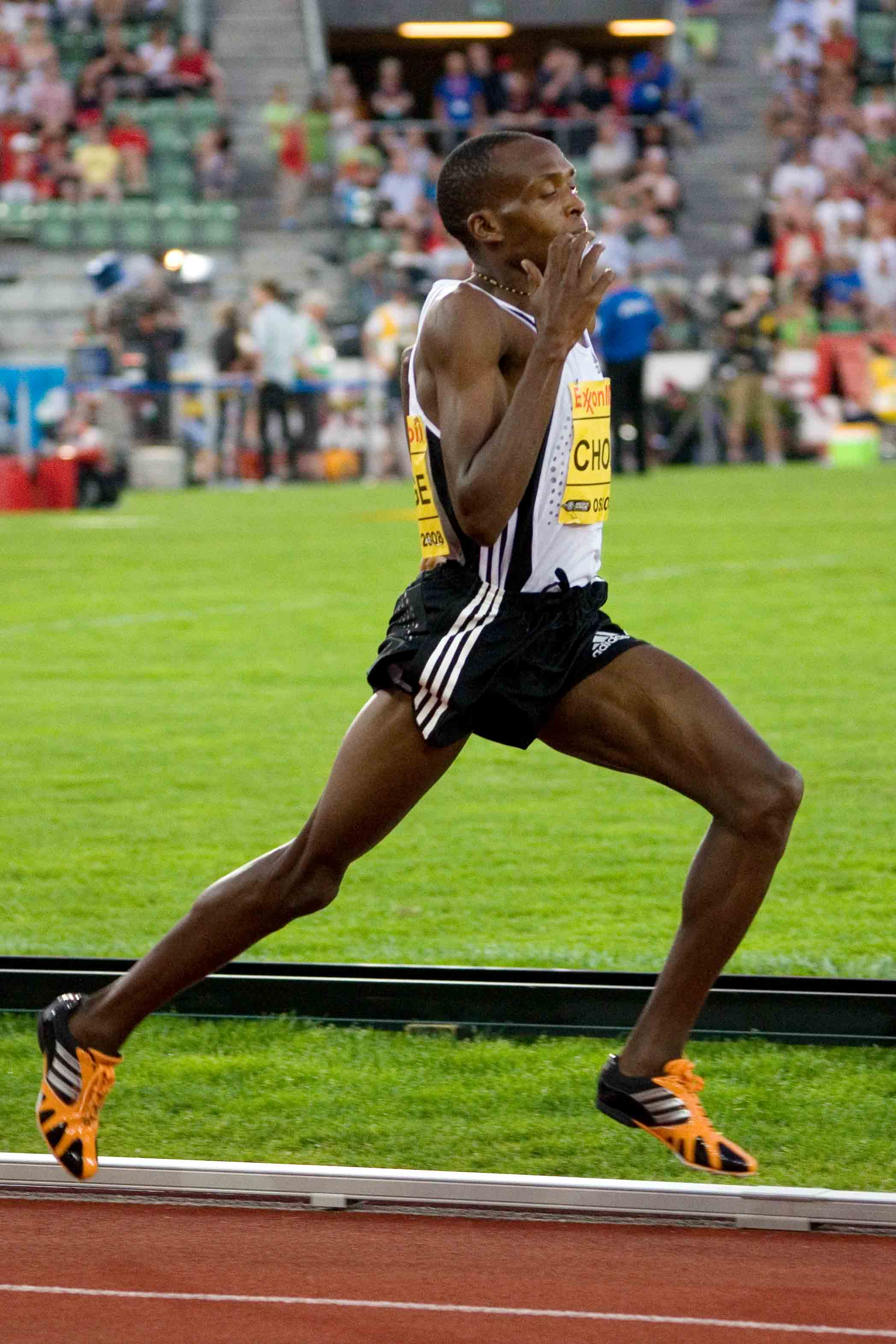
Augustine Kiprono Choge kam auf den fünften Platz
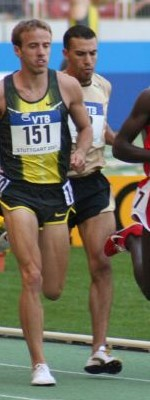
Mohamed Moustaoui (links) erreichte Platz sechs
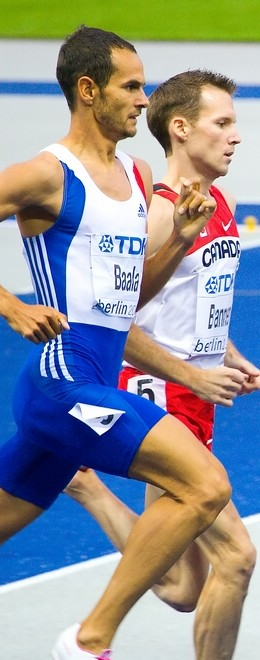
Mehdi Baala, 2003 Vizeweltmeister und zweifacher Europameister (2002/2006), wurde Siebter
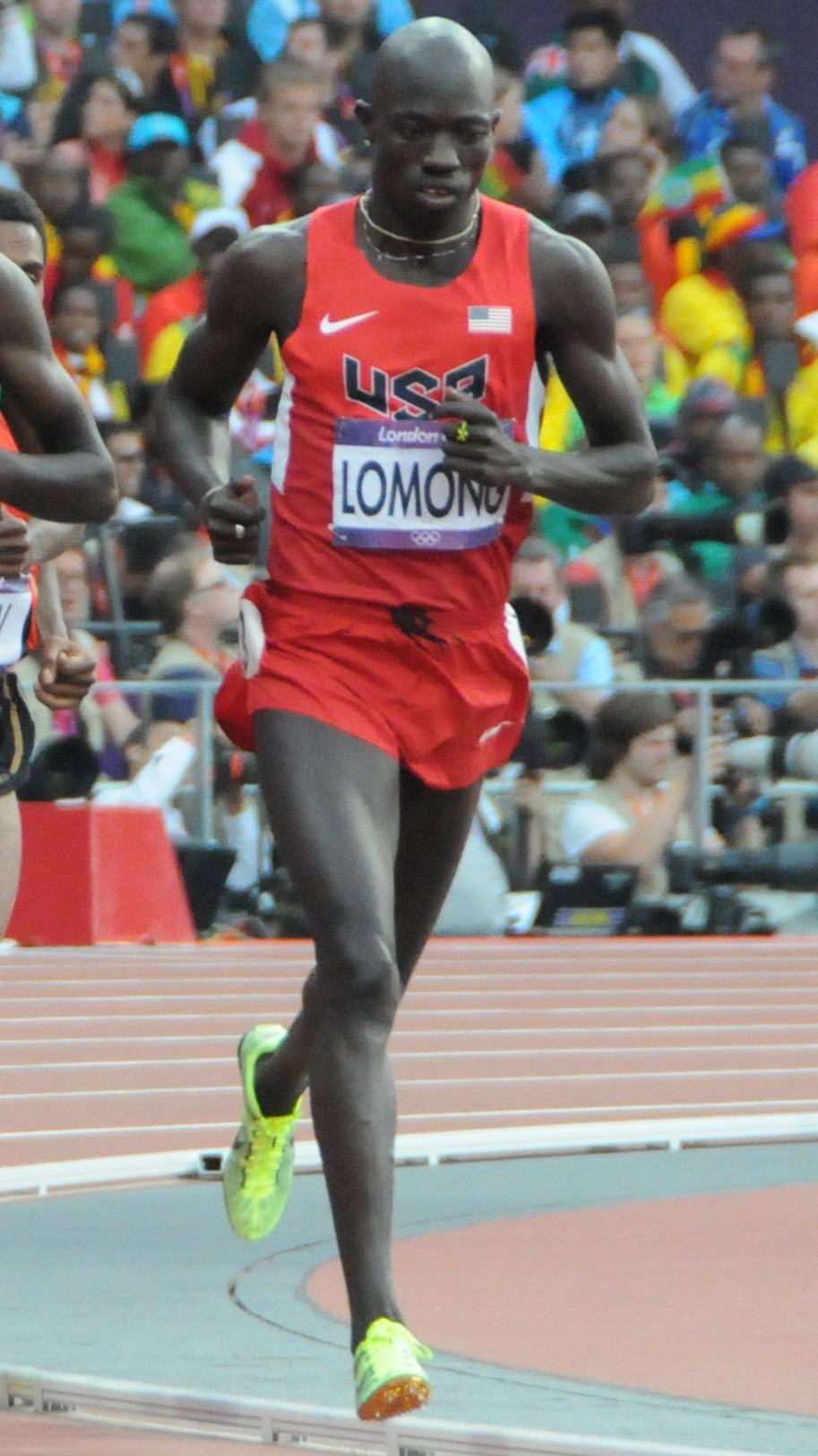
Lopez Lomong – Rang acht
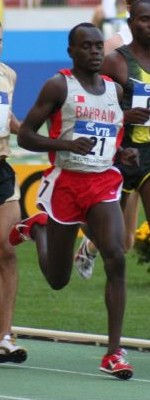
Der neuntplatzierte Belal Mansoor Ali
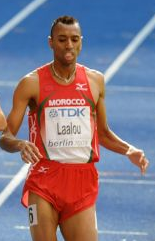
Rang zehn für Amine Laalou
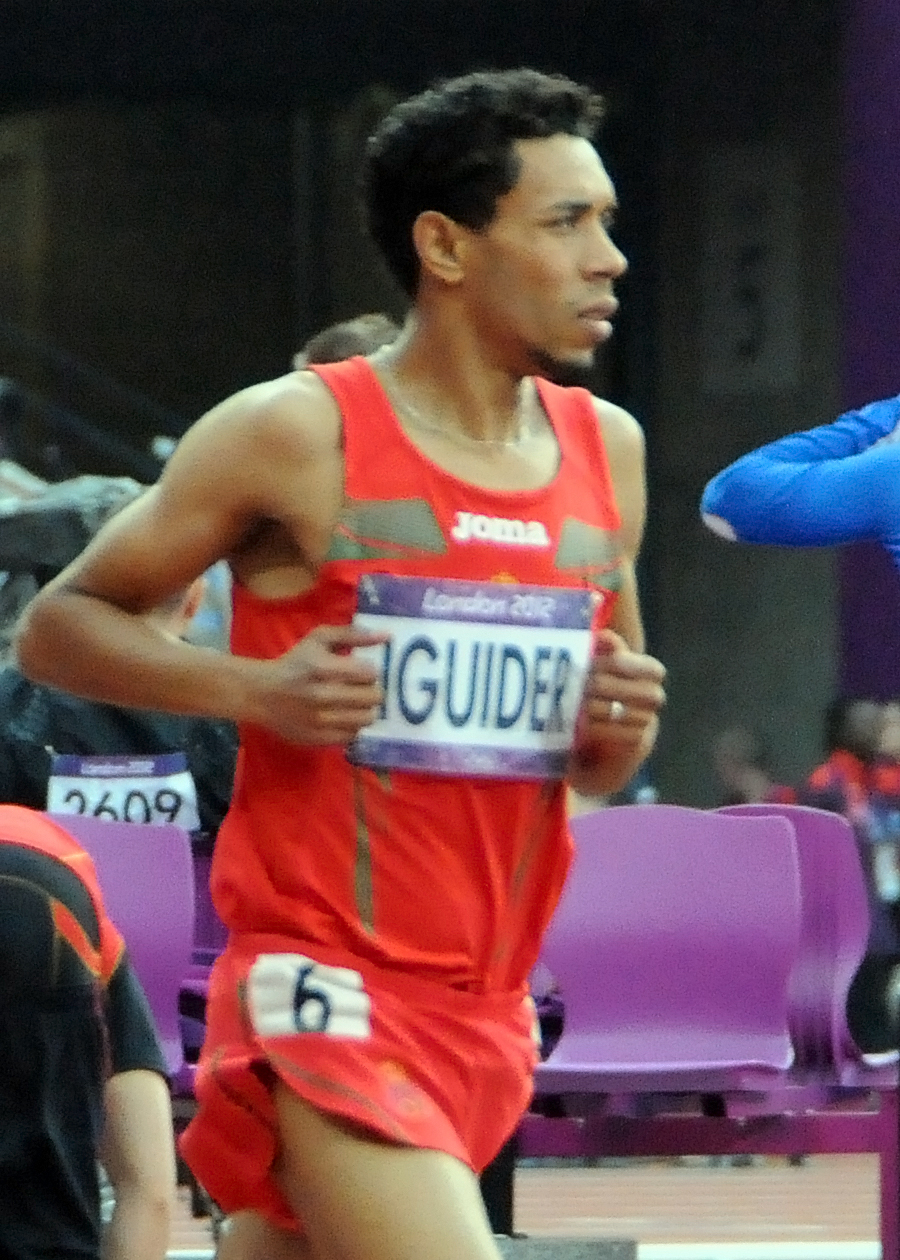
Abdelaati Iguider – Elfter
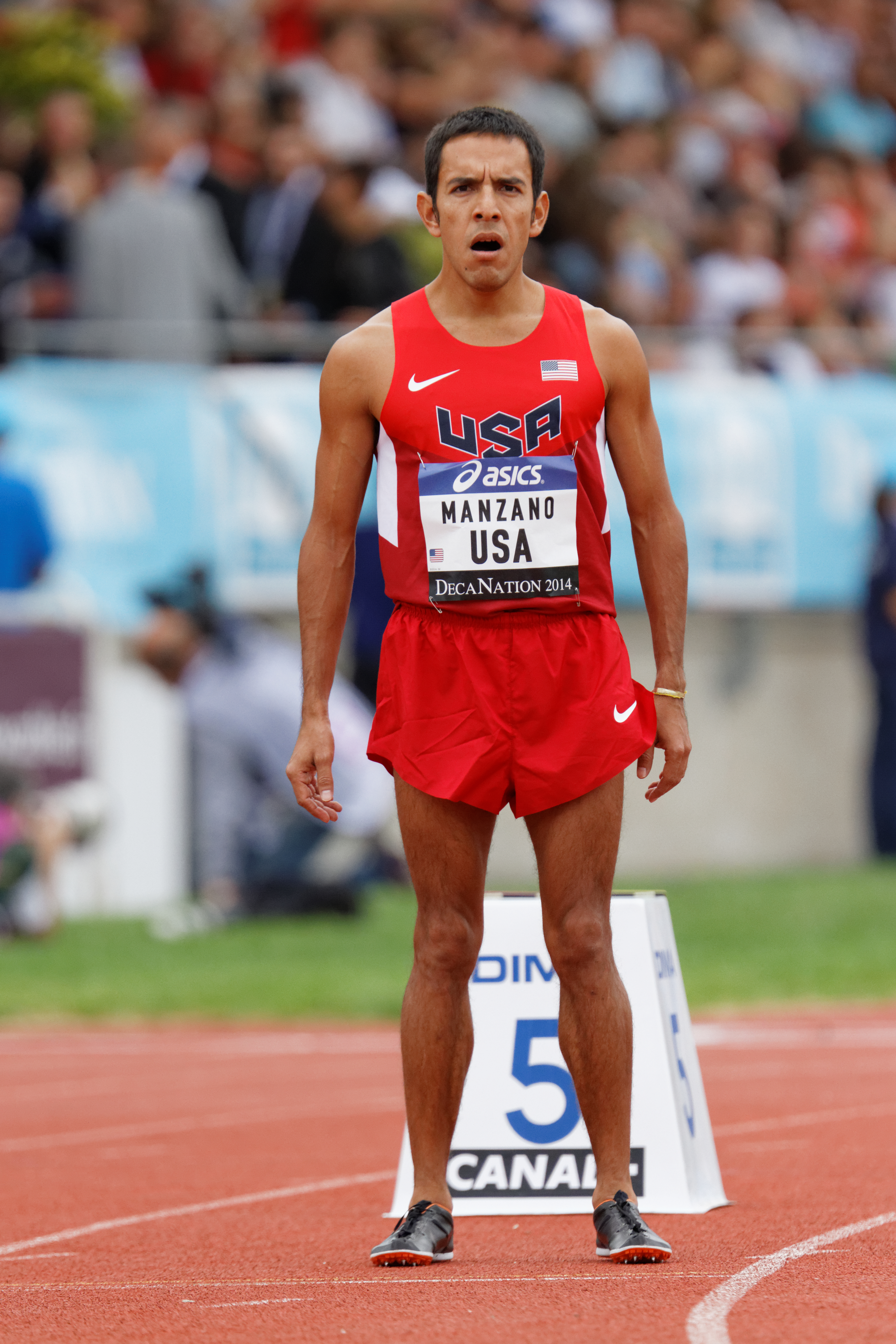
Leonel Manzano – Platz zwölf

## Videolinks
- IAAF World Championships 2009 - 1500m - men Final, youtube.com, abgerufen am 19. November 2020
- 2009 Men's 1500m Semifinals - Berlin World Championships in Athletics, youtube.com, abgerufen am 19. November 2020